# Kristinn Jónsson
Kristinn Jónsson – nascido em 4 de agosto de 1990, na Islândia - é um futebolista islandês, que atua como defesa.

## Carreira
Defende as cores do Breidablik, Islândia, desde 2015.

Está na seleção islandesa desde 2013.

## Títulos
- Campeonato Islandês de Futebol – 2010
- Copa da Islândia de Futebol – 2009
- Copa da Liga Islandesa – 2008
- Copa da Liga Islandesa – 2015